# Lygodium polystachyum
Lygodium polystachyum är en ormbunkeart som beskrevs av Nathaniel Wallich och Moore. Lygodium polystachyum ingår i släktet Lygodium och familjen Lygodiaceae. Inga underarter finns listade.